# Koniá
Koniá är en ort i Cypern.   Den ligger i distriktet Eparchía Páfou, i den västra delen av landet, 90 km sydväst om huvudstaden Nicosia. Koniá ligger 252 meter över havet och antalet invånare är 948. Den ligger på ön Cypern.
Terrängen runt Koniá är kuperad åt nordost, men åt sydväst är den platt. Trakten runt Koniá är ganska glesbefolkad, med 25 invånare per kvadratkilometer. Närmaste större samhälle är Pafos, 3,3 km väster om Koniá. Trakten runt Koniá består till största delen av jordbruksmark.